# FULLMOON
『FULLMOON』（フルムーン）は、塩沢天人志による日本の漫画作品。過去2回読み切り作品として掲載され、『月刊少年ガンガン』（スクウェア・エニックス）2007年10月号から2009年2月号まで連載された。本編は読み切りとは主人公が異なっており、読みきりではメイ・ダニエル、ケイ・ダニエル、本編ではスリープ・イエロッテ、オルダとなっている。

## あらすじ
夜の闇に紛れて暗躍する悪霊や死神とそれらを退治する魔祓い師。満月の夜に現れ人間を喰らう魔物『死人神』を退治する魔祓い師が、派遣先で出会った一人の死人神と共に死人神根絶の旅に出る。

## 用語
死人神（ヴォーダン）
人を喰らう悪しき魔物。いくつもの村が死人神たちによって滅ぼされたという。その正体は人間が月の魔力により改造された機械人形である。満月が照らす限り、何度殺しても蘇るが、動力源である機械の心臓を取り出せば死ぬ。身体には死人神の証である死者の布（シュラウド）が巻かれている。
死人神の特徴なのかは不明だが、本性を現した際、両目の白い部分が黒くなる（オルダの場合は左目だけ黒くなる）。
無限の心臓（ファフニール）
月が輝く限り、いくら破壊されても再生する機械の心臓。数多の科学者により、その製作が試みられたが、失敗に終わった。オルダの心臓はこの無限の心臓である。

前述の通り、「無限の心臓」の製作は全て失敗に終わっているが、誰かが「無限の心臓」を完成させているらしく、オルダの左胸にある「無限の心臓」はこの時に完成したものであると思われる。
魔祓い師
死人神を退治する者のこと。武器は人それぞれ違う。ただし、ダニエル家は死人神ではなく亡霊を退治している（死人神も退治しているのかは不明）。
ダニエル家
メイとケイの実家。代々名立たる魔祓い師を輩出してきた名門。そのため、ダニエル家は魔祓い師の家系だと思われる。
ダニエル家の魔祓い師は「ダニエルの魔祓い師」と呼ばれる。
ダニエル家の魔祓い師は、全員揃って赤いローブを着用している（その為、名乗らずとも「ダニエルの魔祓い師」だと判るのは赤いローブを着ているのはダニエル家だけだからだと思われる）。
月の世界
深夜0時以降から太陽が昇るまでの時間帯を示す。そこでは世界から失われたもの（物、人、夢.etc）が全て存在しており、死者や呪いによってその身を封じられた者も月の持つ魔力によって蘇る。ケイも月の世界では、メイの身体を依り代（依坐）としてこの世に出て来られる。
黒い逆十字
死人神と何らかの関係を持っていると思われる闇の組織。恐らく死人神を作っていると思われる（PHASE2でオルダも「死人神を作った組織」と言っている）。その狙いは魔祓い師の抹殺と、世界中の人間を魔物に変えることである。組織の中でも「黒い逆十字」と名乗れる者はその力を得た7人に限られ、全権限も持ち合わせている。力を得られるのは黒い逆十字の歴代メンバーの血を引き継ぐ者に限られ、月の呪いによって過去のメンバーの力を記憶を媒介にして継承者に受け継がせる。
グリーブが持つ「テュルフィング」、スコルが持つ「フローズ・ヴィトニスソン」、ストラトスが持つ「レーヴァテイン」、スリープが持つ「ホワイト・カードゥンケウス」の4つは「黒い逆十字」と名乗れる者の武器であると同時に「称号」でもある。
月の石（ギフト）
膨大な月の魔力を持ち、人の心の闇を反映させる力を持つ石。
月の呪い
夜の月の世界で、失われたものを出現させる力。
ガーゴイル
読切ver.2に登場。「呪われた兵隊」と言われる「死者」で、「月の呪い」を使うことで「月の世界」で復活するようにされている。
大抵の攻撃では大したダメージを与えられないが、ケイの拡散型「聖火の剣（セイント・アンガー）」の一撃で全滅した。
太陽の子の灰（ファエトンのはい）
月の呪いの影響を打ち消す能力を持つ粉。
月の布（ヨーレレイ）
月の呪いの力を小型にしたようなもの。相手の攻撃を無力化し、その攻撃を複写することができるが、一度複写した技は二度と使うことはできない。
黒ブタ
有名ブランドであるらしいブタのバック。メイが常時所持しているもので、読み切り1話で亡霊を倒したことで呪いが弱まり、ケイの魂が黒ブタのバックに宿るようになる。読み切り2話では黒ブタのバックからウサギとヒヨコが合体したような（ケイ曰くゲテモノ）のぬいぐるみに魂が移り変わる。が、本編では黒ブタのバックに戻っている。スリープも同じものを欲しているようだが、行く店行く店売切れているようで、手に入れていない。黒の他にも色違いがあるが、黒はレア中のレアである。

## 登場人物

### メイ一行
メイ・ダニエル
代々名立たる魔祓い師を輩出してきた名門・ダニエル家出身の少女。7年前に悪霊たちによって闇に封じられた双子の妹・ケイを取り戻すために旅をしている。
ケイに比べ、かなりマイペースな性格で、魔祓い師の才能は無いながら、自分の出来ることをしようとする努力家。背中にケイの武器である聖剣エクスカリバーを背負っている。かわいいものが大好きで、常に黒いブタのバックを持ち歩いている。彼女の「かわいい」は常人とは多少ずれている部分がある（ケイはメイの「かわいい」ものを「ゲテモノ」と評しているが、黒ブタに関してはそうでもないようだ）。
月の輝くときに月の世界の魔力を使用して妹の魂を自らの体に宿すことができるが、自らの魂は別世界に飛ばされてしまうため、ケイが封じられてからは一度も彼女の顔を見ていない。
家を名乗るときはダニエル、名前を名乗るときはダニエルズと苗字が異なっている。双子の意でダニエルからズをつけたのかもしれない。
なお、メイが出ているときは着ているローブの前ボタンを留めている。一人称は「私」。二人称は「あなた」である。
ちなみにかなりのドジで、読切版の冒頭では「物を失くしすぎ」と妹のケイに怒られていた。コーヒーは苦手らしい。ちなみに料理は上手。髪の色は黒、瞳の色は緑。
最終話でケイの代わりにエクスカリバーを使い、ケイを封じ込めた呪いの正体である獣を再封印した（その時に呪いの正体である獣が「北に呪いをかけた者がいる」と教えた）。
ケイ・ダニエル（使用武器・聖剣エクスカリバー）
代々名立たる魔祓い師を輩出してきた名門・ダニエル家出身の少女。双子の姉のメイとは逆に勝気で、物事をはっきりと言うが、姉のことを誰よりも心配している。
姉と違い、魔祓いの血が濃く、魔祓い師としての能力に長けており、その能力を恐れた悪霊たちによって7年前に永遠の闇に閉じ込められてしまう（読切版ver.1でマック（デリノム）は「数百年続く魔祓い師の中でも彼女は最強と言われる実力者だった」と言っている）。
月の世界の魔力を利用して魂だけを戻すことができるが、呪いをかけた悪霊を倒さない限り呪いは解けない。高位の悪霊を倒したことで魂のみ戻ってきたが、ぬいぐるみなどに魂を宿す必要がある。また、武器を使用して悪霊を倒すためには姉・メイの体を借りなくてはならない。
月の世界以外で外に出ることはできず、膨大な月の魔力を持つ月の石を使われて出て来られないなど、出て来られる機会が限られている。
ちなみに、呪いの正体は「『光源の主』と同化した状態のスコル」以上の大きさがある獣。
家を名乗るときはダニエル、名前を名乗るときはダニエルズと苗字が異なっている。双子の意でダニエルからズをつけたのかもしれない。
一人称は「あたし」、二人称は「あんた」（時々、一人称が「アタシ」。二人称が「アンタ」とカタカナ表記になっている）。
髪の色などは姉のメイと反対であると思われる（そのため髪の色は白、瞳の色は赤であると思われる）。
なお、ケイが出ているときは着ているローブの前ボタンを外している。
自分からは「ダニエルから来た魔祓い師」と言い、周りからは「ダニエルの魔祓い師」や「最強の魔祓い師」と呼ばれている。

### オルダ一行
オルダ（使用武器・アクセンスター）
死人神。左腕に死者の布が巻かれている。元は人間だったが、逆十字に関わる組織に友人と共に誘拐され、死人神に改造された。研究所を脱走し、すべての元凶を滅ぼすことを誓う。無限の心臓を備えられた特殊な死人神でもある。冷静な性格ながらも心優しい一面もあるようだ。
なお、PHASE2でスリープが言った「人としてあんたを助けるためにここにいる」は、昔、若かりし頃のリーディアにも同じことを言われたらしい。
スリープ・イエロッテ（使用武器・聖銃ザンジバル→ホワイト・カードゥンケウス）
見習いの魔祓い師である。怖いものが苦手で、普段はダンボール箱に隠れながら行動している。臆病ながら、勇敢さと優しさを秘めている。幼い頃に両親を何者かに殺された過去を持ち、本人は死人神によるものと考えていたが、ストラトスからその正体を魔祓い師と聞かされ、オルダたちを見逃してもらう代わりに、自ら「黒い逆十字」へ投降した。「黒い逆十字」の力を受け継ぎ、メンバーの一員になりかけたが、ヴァイカートの機転で彼と共に脱出に成功した。
自称偉大だが、リーディアに会って以来、魔祓い師だということを自慢げに名乗ることはあっても、偉大という言葉をつけることはなくなった。銃の腕前は一流。その腕は、1ミリの誤差もなく、同じ場所に何千発と同じ場所に銃弾を打ち込める（ただし、0.01ミリの誤差もなく打ち込める兄のストラトスよりかは劣る）。
スリープ曰く「イエロッテ家は代々優秀な魔祓い師を輩出してきた名家」とのこと。また、オルダと行動を共にするのは、オルダを「人として助けるため」である。
なお、新しい武器の「ホワイト・カードゥンケウス」は、スリープの母から受け継いだものである。
新しい武器の「ホワイト・カードゥンケウス」を手に入れた後でも、前の武器である「聖銃ザンジバル」は今でも所持している。
ちなみに、仲間の名前を言うときはオルダとケイは呼び捨て、メイはちゃん付けで呼んでいる。
クリス・アレクサンドロ（使用武器・ライトニング・メイデン）
オルダとスリープが立ち寄った街の少年。弱い者いじめをする者を許さず、神に対する懺悔の言葉を語りながら、いつも不良たちを成敗している。それは神父であり、魔祓い師であったアンドレに、人のために生きろと彼に教えられたからである。
魔祓い師になるため、オルダとスリープの旅に従軍する。魔祓いの攻撃事態は強力だが、体力不足で動きが鈍いのが欠点。アレクサンドロとは魔祓い師で、唯一月の魔力によって魔法を扱える存在である。
最終話でギターの演奏とみんなの力と月の魔力を集めることで、夜明けが近い状況でも一時的にエクスカリバーを復活させた。
AB（エービー）
クリスと常に共にいる玩具のような生き物。幼い頃からずっとクリスの友達だった。その正体は強大な月の魔力を持って生まれる妖精。クリスのギターと融合することで「ライトニング・メイデン」となり、強大な魔力を生み出す。ストラトスの攻撃からクリスを守って破壊されたが、月のエネルギーによって復活した。

### 黒い逆十字
グリーブ（使用武器：テュルフィング）
「黒い逆十字」の一人。慇懃無礼な丁寧語が特徴。口元が尖った仮面をつけている。ハーマンを唆し、カレリアでの事件の裏で暗躍していた。真実を知ったハーマンを用済みとばかりに攻撃し、重傷を負わせる。
攻守一体の行動ができるテュルフィングを扱うことに加え、脳にショックを受けても動けるほど機敏な動きで相手を圧倒する。
「黒い逆十字」から寝返ったスリープとヴァイカートを抹殺する任務を請け負い、2人を追い詰めるが、ケイの乱入で阻止され、ケイとスリープの連携の前に敗れ去った。
スコル（使用武器：フローズ・ヴィトニスソン）
「黒い逆十字」の一人。面倒事は嫌いで、必要以上の戦いは避けるようにしている。火炎を操り、あらゆる場所に火炎を繰り出すことが可能。
作中で登場した「黒い逆十字」の中では最強で、ケイすらも圧倒する力を誇る。しかし、メイの力でケイにかけられた呪いを受け、封印された。
ストラトス・イエロッテ（使用武器：レーヴァテイン）
「黒い逆十字」の一人。スリープの実の兄で、行方不明になっていた。両親を殺したのが魔祓い師だと知り、魔祓い師抹殺を目的に掲げる黒い逆十字へ参加した。スリープを自軍へ引き入れるために現れる。スリープを引き込んだ目的は、「黒い逆十字」の思想のためというよりは、兄としての妹を気遣う気持ちのほうが強い。射撃の腕は超一流で、スリープによれば狙いの精度は0.01ミリの誤差も生まない実力を持つ。
「黒い逆十字」に乗り込んできたスリープらと戦闘し、敗北。スリープと和解し、戦いの後はオルダやスリープらと共に旅に出る。
ちなみに、レーヴァテインの技は「ミストルテイン」の他にもあるようだが、それが何なのかは不明（最終話でスリープ曰く「レーヴァテイン最後の技」を使おうとしたが、結局使わなかった）。
ヴァイカート
「黒い逆十字」の組織の一員。眼帯をしている。心が弱いらしく、少しのことでもネガティブな性格になってしまう。力を手に入れるために「黒い逆十字」へ参加したが、その資格がなく、力を得られなかった。スリープの監視役を任せられていたが、彼女を殺して力を自分のものにしようと企む。しかしスリープから自分を助ける代わりに力をやるという取引を持ちかけられ、スリープを連れて「黒い逆十字」を裏切る。左手に月の布を巻いている（スリープと共に「黒い逆十字」から脱出するときは手榴弾のようなもの数個と「月の布」で複写したレーヴァテインの銃弾を使った）。

### 魔術師・死人神など
サーシャ
死人神の一人。表では人の良さそうな青年を演じていたが、実際は村で集めた子供たちを死人神に造り替えていた。
オルダの機械の心臓が「無限の心臓（ファフニール）」であることに驚いていたが、その直後「あの方の…」と言っていたことから、無限の心臓を作った人物を知っていると思われる。
オルダの「漆黒の鉄鎌（ヴィクティム・オブ・フェイト）」により、バラバラにされる。
マニガンズ
魔術師の一人。ピエロのような風体で、同じ言葉を繰り返して喋る。人間を操ったり、呪符によって魔物を作り出すことも可能。かつてはマーダーショーと呼ばれる大量殺人を繰り返していたが、アンドレに殺された。しかし、黒の逆十字によって死人神の心臓を与えられ、復活した。復讐のためにクリスの命を狙う。
亡霊 デリノム
読切ver.1で出て来た亡霊。新米刑事のマックに成りすましていた。
軍配のようなのを持っており、一つ目の使い魔のようなのを従えている（下級の亡霊と思われる）。それらを集めた「デリーム・ザ・ヒューリ（精霊の怒り）」を使えるが、ケイには全て通じなかった。
魔祓い師の血を欲し、「ケイの呪いを解く」という嘘をついてメイを取り込もうとしたが、取り込んだ直後に12時が過ぎ、ケイが現れたことにより失敗した。最後はケイの「聖火の剣（セイント・アンガー）」により除霊された。
なお、デリノムは低級の亡霊を束ねる高位（レギオン）なる存在で、彼を倒したことでケイの呪いが弱まった。
魔暖炉 イン・フレイム（まだんろ イン・フレイム）
PHASE6冒頭で登場した魔人。暖炉が変形したような姿の巨大な化け物で、火炎を放つことができる。ケイによって退治された。
ピット
メアリーの持つウサギの人形。月の石の力で意思を持つようになり、メアリーを他人から隔てようとする。その目的はメアリーの心を奪うことだった。ケイの実体化を封じ、化け物と化してメイ諸共一網打尽にしようとするが、メアリーに月の石を破壊されて身体を維持できなくなり、最後はケイに浄化された。
ケイに呪いをかけた亡霊（名称不明）
7年前にケイに呪いをかけ、ケイを闇に封じた張本人。回想などで出てくるだけで、本編にはまだ登場していない。
ケイは亡霊を除霊する前にこの亡霊の居場所を聞いているが、そのほとんどはこの亡霊の居場所を知らない（デリノムは「知りません」と答えたら、ケイに「じゃあ死ね!」と言われて除霊された）。
この亡霊のことをほとんどの亡霊は知らないが、ケイが闇に封じられたことは多くの亡霊が知っている（全員が全員ケイが現れた際に驚いているため、この亡霊の呪いはかなり強力なものだと思われる）。
最終話でこの亡霊がかけた呪いの正体が「北に行け。そこに呪いをかけた者がいる」と言っているため、現在は北にいる。

### その他の登場人物
リコ
死人神が現れた村の孤児の一人。村の孤児たちをまとめるリーダー。
アンドレ・アレクサンドロ
クリスの父親。神父にして魔祓い師。人々を救うため全世界を飛び回っていたが、無理が祟り、病に蝕まれる。クリスに生き方を説いた後、程なくこの世を去った。
ジョシュア
クリスの居た村の不良の一人。マニガンズから力をもらい、クリスを倒そうとする。なんでもかんでも持てはやされるクリスの存在に嫉妬していた。クリスが旅に出た後は、村を守るという彼の役目を引き継いだ。
メアリー
メイとケイが訪れた村に住む少女。気が弱くいじめられっ子で、人形が自分の家族と思うようになっていた。所持している人形が意思を持ち、動き出したということで、村の人々からは「奇跡が起こせる」と噂される。実際は首にかけていた『月の石』から発せられる月の魔力で、メアリーの気持ちが人形に反映されていたものである。人形に唆され自分の殻に閉じこもってしまうが、ひとりぼっちにさせたくないというメイの説得で、自分を変える決意をする。
リーディア・サンタリア
剣戟の魔祓い師と言われ、古代から存在する偉大な魔祓い師として知られる。オルダとは面識があり、死人神などの様々な情報を彼に提供している。既に引退した身ではあるが、その力はまだ衰えていない。得意技はデコピン。身の丈の数倍はある黒刀を操る。メイやオルダたちの旅を何かとサポートし、たびたび登場する。
ハーマン
太陽の沈まない町「カレリア」に住む聖職者。かつては魔祓い師として世界中を旅していた。メイたちの話に興味を示し、協力する態度を示すが、太陽の沈まない原因を引き起こしている張本人だった。「黒い逆十字」とも手を結んでいた。
恋人を事故で亡くしており、彼女を救うために月の呪いを使って時間を戻していた。しかし、月の呪いを使うとライオンのような化け物になってしまい、それが恋人の事故死の原因だったことに気づいた。グリーブに立ち向かうが、敵わず敗れる。
自分の過ちを償うため、「黒い逆十字」を滅ぼすために旅に出る。
スリープの上司（本名不明）
右目に片眼鏡（モノクル）を掛けた男性。スリープに「死人神の根絶」の任務を言い渡した。

### 読み切り版の登場人物
メイ・ダニエルズ
上記に記述。PHASE6より、主人公として登場。
ケイ・ダニエルズ
上記に記述。PHASE6より、主人公として登場。
フォックス
ある街の警察で、階級は警部補。時計塔にいる亡霊を倒してもらうため、ケイを呼んだ。なお、彼は最初、メイをケイと思っていた。
彼は人の名前をフルネームで呼ぶことが多い（例：メイ・ダニエルズ等）。
マック
フォックスの部下で新米捜査官。だが、その正体は「亡霊 デリノム」だった。フォックスと同じくメイをケイと思っていた（演技の可能性もある）。
バーグ
「呪われた村」に住み、村の異変を知る少年。有名な占い師である父が書いた手紙をケイに送った。
バーグの父（本名不明）
月にまつわる占いをする有名な占い師で、人の吉凶を占うことでみんなを幸せにしていたが、亡霊に取り憑かれ、村人や旅人を「呪われた兵隊『ガーゴイル』」に変えていってしまった。
彼に取り憑いていた亡霊は、ケイの「聖炎ディヴァイン・ファイア」により、除霊された。

## FULLMOONに登場する武器
『FULLMOON』に登場する武器の幾つかは、史実にも存在する剣（魔剣）である。
聖剣エクスカリバー
メイが常時持ち歩き、魔祓いの際にはケイが使用する武器。柄の方に向かって角のようなのが付いている。
武装としては直接斬りつけることや、連射型の銃、角のような部分から剣先に向けて鎖のようなのを出すこともできる（銃や鎖のようなのは読切版から）。
聖火の剣（セイント・アンガー）
聖剣エクスカリバーの格闘形態。聖剣エクスカリバーの柄の部分は外れるとグローブのような形状になっている。一点に集中させることも、拡散させることも可能。その威力は一点集中型であれば高位の亡霊ですら倒せ、拡散型であればガーゴイルを一瞬で全滅できるほどである。
ダブルstアンガー
聖火の剣を両手で放つ技。なお、stは「セイント」の略。

聖炎ディヴァイン・ファイア
聖剣エクスカリバーの浄化形態。「tiistai（ティースタイ）」「onsdag（オンズディ）」「desember（デセンブル）」と唱えることでこの形態にできる。
攻撃する際には聖剣エクスカリバーがXの形をして、相手にXの形をした攻撃を与える。
あくまでも「浄化形態」のため、取り憑いている亡霊だけを倒し、取り憑かれていた者には何の危害もない。

聖銃ザンジバル
スリープが使う3連射型の武器。その特殊な仕様故に、「次弾発射までに0.3秒の時間がかかる」弱点がある。弾切れがあるのかは不明。
白炎の剣（ホワイト・カードゥンケウス）
スリープの武器。スリープの母親から受け継いだもの。先端が逆の扇形に分かれ、6本の剣を内蔵している。レーヴァテインに比べ、一撃の威力に特化した武器。
6本の剣を1本ずつ装填することでその剣を打ち出すことができる（複数本装填できるのかは不明）。
アクセンスター
オルダが使う武器。通常は棍のような形をしているが、戦闘時には鎌状の武器に変化する。その刃で相手を拘束することも可能。
なお、棍から鎌状の武器に変化する際に、「アクセンスター起動」という解号のようなのを言っている（地の文で表記されることもある）。
漆黒の鉄鎌（ヴィクティム・オブ・フェイト）
鎌状にしたアクセンスターの刃で拘束した相手を切り刻む。
アーク・アクセンスター
オルダの鎌を避雷針代わりに、クリスの電撃魔法を重ねたコンボ攻撃。

ライトニング・メイデン
クリスが使う武器で、ABとギターが融合した状態。主な攻撃方法は音のコードにより巻き起こる風である。この戦闘スタイルからクリスは「楽器使い（メイジー）」と呼ばれる。
コードARC ライトニングメイデンRe（リマスター）
電撃で攻撃する。

完全なる断罪の剣（テュルフィング）
黒い逆十字の一人グリーブが使う武器。身に纏う鎧を構成する無数の刃で敵を切り刻む。
鋭剣乱舞（エッケザックス）
テュルフィング第一殺。無数の刃を針山のようにして放出する。

白炎の杖（レーヴァテイン）
スリープの兄、ストラトスが使う武器。スリープの父親から受け継いだもの。銃身、銃弾が相手を追尾する全方位射撃の散弾銃である。
ミストルテイン
レーヴァテインの散開する銃弾を一点にまとめて放出することにより、絶大な破壊力を生み出す。
光源の主（フローズ・ヴィトニスソン）
黒逆十字の一人スコルが体内に宿す、全身が燃え盛る狼の魔物。火炎を自在に操り、またスコル自身と同化することもできる。

## 単行本
- 第1巻 - 初版発行：2008年2月22日 ISBN 978-4-7575-2209-1
- 第2巻 - 初版発行：2008年7月22日 ISBN 978-4-7575-2305-0
- 第3巻 - 初版発行：2008年12月22日 ISBN 978-4-7575-2428-6
- 第4巻 - 初版発行：2009年5月22日 ISBN 978-4-7575-2541-2